# Elassogaster brachialis
Elassogaster brachialis är en tvåvingeart som först beskrevs av Camillo Rondani 1873.  Elassogaster brachialis ingår i släktet Elassogaster och familjen bredmunsflugor. Inga underarter finns listade i Catalogue of Life.